# A級潛艇 (1903年)

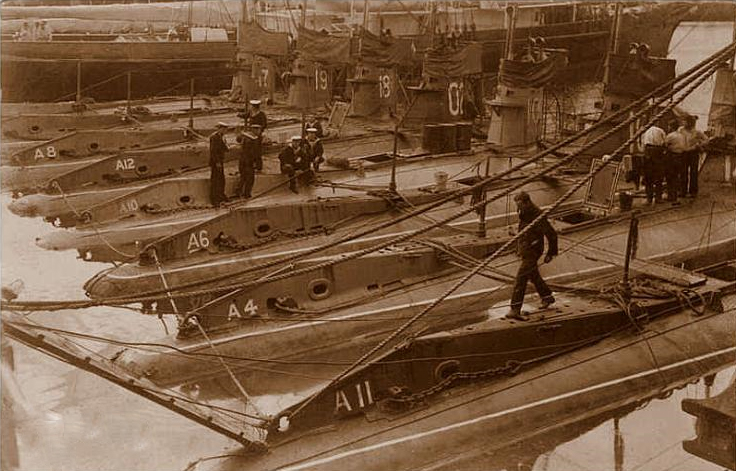
停泊在港口的A級潛艇

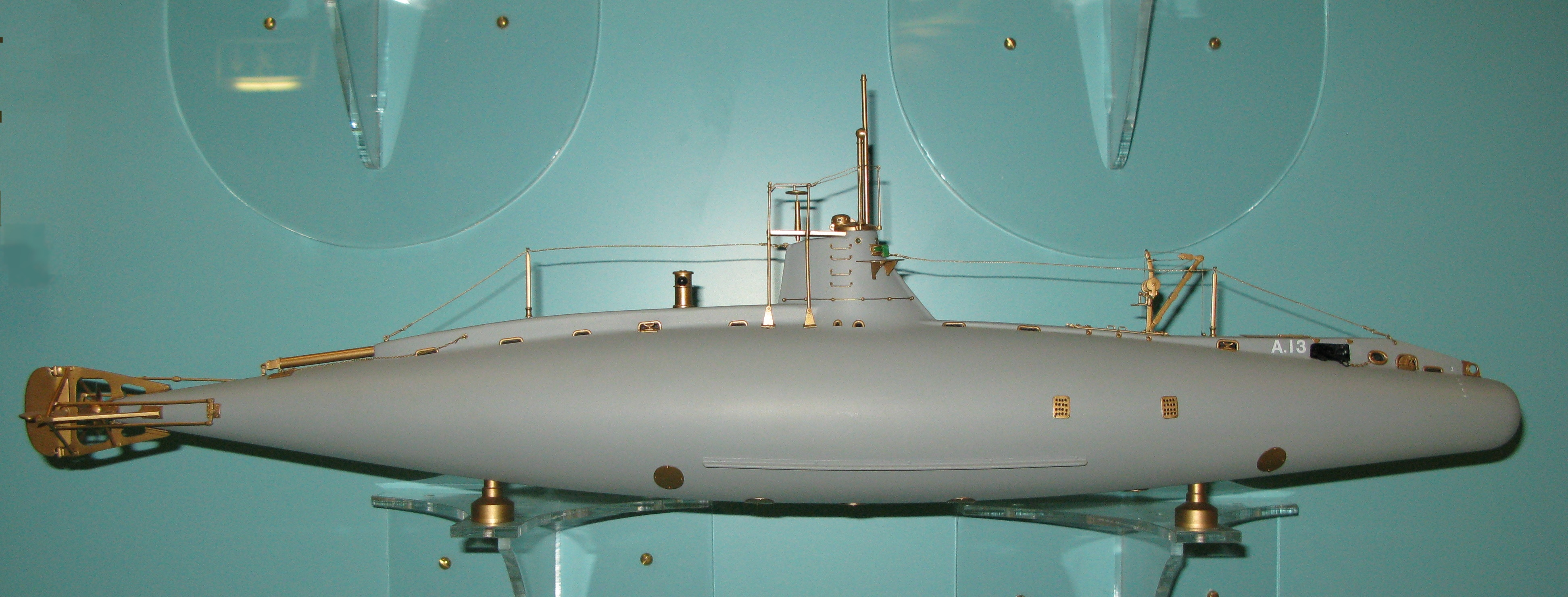
HMS A13模型

A級潛艇是英國皇家海軍中第一類由英國所設計的潛艇船級，是從美國潛水者級潛艇改進而來，維克斯有限公司於1902年至1905年間在巴羅因弗內斯建造了13艘該級潛艇。

## 設計與施工
該級別的潛艇之間差異甚大，其長度約100英呎（30米），水下排水量約200噸。第一艘A1（HMS A1，作為霍蘭六號訂購）於1902年7月下水，最後一艘A13於1905年4月下水。

### 推進器
該級潛艇皆由電池供電的馬達在水下推進，在水面由軸傳動沃爾斯利汽油引擎推進，功率有400 bhp（300 kW） （ A1 ）， 450 bhp（340 kW） ( A2-A4 ) 或600 bhp（450 kW） （ A5 - A12 ）。 A13有一个實驗性的500 bhp（370 kW）維克斯柴油引擎，事實證明其不可靠。

### 武裝
武器方面除了A1僅有一具魚雷發射管和三枚魚雷之外，其它潛艇皆有兩具18英寸鱼雷發射管以及四枚魚雷。

## 服役歷史
該潛艇級曾多次遭遇事故和故障； 幾乎每一艘船（A1、A3、A4、A5、A7和A8）在其運行歷史中都曾發生過某種事故。許多事故對船員來說危害甚大，還導致潛艇退役。 A1於1904年3月18日在樸茨茅斯與定期班輪「貝里克堡號」（Berwick Castle）相撞沉沒，但後來被撈起重新投入使用，最終於1911年作為海軍的砲擊靶標而沉沒，A3也在隨後的1912年被擊沉。A7於1914年潛入泥漿後在惠特桑德灣失踪。A13則由於引擎不可靠而於1914年被擱置不用。
所剩的A級潛艇在第一次世界大戰期間被用於防禦港口，A2、A4、A5和A6在樸茨茅斯，A8和A9在德文港，A10、A11和A12在阿卓珊。這些潛艇都在戰爭中倖存下來，並在1918年被改裝為訓練艦，並在1919-1920年出售，除A2在等待處理時失事之外，最後皆於1925年出售。

## 註記
1. ↑  Gardiner and Gray 1985, p. 86.

## 外部連結
- MaritimeQuest A Class Overview （页面存档备份，存于）